# Первая Сатанинская Церковь
Первая Сатанинская Церковь — организация, основанная Карлой Лавей 31 октября 1999 года. Церковь посвящена Сатанизму ЛаВея, который он активно трактовал в «Сатанинской библии». Заявленная миссия Церкви — продолжить «изучение сатанизма и различных оккультных наук». Также у Церкви был свой собственный интернет-форум «The 600 Club», посвящённый обсуждениям сатанизма, которым она управляла более десяти лет до полного его закрытия. На официальном сайте Церкви утверждается, что организация была основана в 1966 году, а дата 1999 года — восстановление изначальной Церкви Сатаны, что подтверждает прямую переемственность с Антоном Лавеем. Карла Лавей в свою очередь утверждает, что она заново представляет начатые её отцом учения, от которых отошла нынешняя администрация Церкви Сатаны. «Сатанинская библия», написанная Антоном Лавеем, указана как обязательная к прочтению перед вступлением в Первую Сатанинскую Церковь.

## История создания
Первая Церковь Сатаны была основана в Вальпургиеву ночь с 30 апреля на 1 мая Антоном ЛаВеем. 27 октября 1997 года Антон ЛаВей умирает и 7 ноября 1997 года Карла ЛаВей проводит пресс-конференцию, на которой объявляет о смерти ЛаВея. Именно тогда Бланш Бартон и Карла ЛаВей объявили, что будут управлять Церковью Сатаны как со-верховные жрицы. Несколько дней спустя, Бартон представила рукописное завещание, в котором утверждала, что ЛаВей оставил всё своё имущество, сочинения и гонорары, включая Церковь Сатаны, в доверительное управление. Карла оспорила это завещание, которое позже было признано недействительным. Затем было достигнуто соглашение, по которому имущество ЛаВея, интеллектуальная собственность и гонорары будут разделены между тремя детьми: Карлой, Зиной и Ксерксом, а Бартон получит корпорацию, известную как «Церковь Сатаны».
После смерти ЛаВея Бланш Бартон взяла на себя административное управление Церковью Сатаны, хотя Карла ЛаВей не отказалась от своей роли верховной жрицы. Вскоре после этого Бартон назначила на должность Верховных Жрецов Церкви Питера Гилмора и его супругу Пегги Надрамиа, а штаб-квартира Церкви Сатаны была перемещена в Нью-Йорк.Карла ЛаВей критиковала управление Церковью Бартон, поскольку считала, что переезд Церкви в Нью-Йорк нанесёт ущерб наследию её отца. Сотрудничество Карлы ЛаВей и Бланш Бартон закончилосьв первую очередь из-за юридических споров относительно завещания и наследства Антона ЛаВея. Следовательно, чтобы продолжить начатое её отцом дело, Карла ЛаВей основала Первую Сатанинскую Церковь и продолжает управлять ею из Калифорнии.

## Деятельность
В апреле 2005 года Церковь провела шоу Walpurgisnight, проходившее в ночном клубе 12 Galaxis в Сан-Франциско, а также благотворительное шоу перед Хэллоуином в октябре 2005 года, проходившее в Эдинбургском замке и благотворительное мероприятие в помощь жертвам ураганов Катрина и Рита. С 1998 года каждый декабрь Сатанинская Церковь представляет своё ежегодное X-Mass шоу. Эти мероприятия открыты для публики, хотя членство в Первой Сатанинской Церкви возможно после тщательного отбора и проверки. Также каждую неделю выходит шоу, которое ведёт Карла ЛаВей в Сан-Франциско.